# Hiodon alosoides
Hiodon alosoides is een straalvinnige vissensoort uit de familie van de tandharingen (Hiodontidae). De wetenschappelijke naam van de soort werd voor het eerst geldig gepubliceerd in 1819 door Constantine Samuel Rafinesque.